# 3. HRL 2020./21.
Treća hrvatska rukometna liga predstavlja četvrti rang hrvatskog rukometnog prvenstva u sezoni 2020./21., te se sastojala od četiri skupine - Istok, Sjever, Središte  i Zapad, u kojima su se natjecala 44 kluba. 
 
Kao posljedica pandemije COVID-19, krajem studenog 2020. godine je došlo do prekida natjecanja u svim skupinama, koja poslije nisu nastavljena.

## Istok
| Sudionici - Cestorad-Vinkoprom Ivankovo - LiPa Pakrac - Mikanovci (Stari Mikanovci) - Mladost Donji Miholjac - NEXE III Našice - Orahovica - Petrijevci - Požega II - Slavija Staro Petrovo Selo - Spačva II Vinkovci - Tenja - Zrinski Bošnjaci | Ljestvica prije prekida natjecanja mj. klub ut pob ner por gol+ gol- bod 1. Spačva II Vinkovci 7 7 0 0 263 185 14 2. LiPa Pakrac 7 5 2 0 194 176 12 3. Petrijevci 7 6 0 1 248 206 12 4. Orahovica 6 4 1 1 183 156 9 5. NEXE III Našice 3 3 0 0 115 69 6 6. Požega II 6 3 0 3 196 180 6 7. Mikanovci (Stari Mikanovci) 7 2 0 5 227 231 4 8. Slavija Staro Petrovo Selo 6 2 0 4 175 191 4 9. Tenja 8 1 1 6 192 234 3 10. Zrinski Bošnjaci 6 1 0 5 175 195 2 11. Cestorad-Vinkoprom Ivankovo 7 1 0 6 189 301 2 12. Mladost Donji Miholjac 4 0 0 4 106 139 0 Izvori: hrs.hr, 3.HRL Istok - Muški hrs.hr, 3.HRL Istok - Muški, wayback |

## Sjever
| Sudionici - Bjelovar II - Daruvar - Garešnica - Ivanska - KTC II Križevci - Nedelišće - Novska - Prelog II - Varaždin | Ljestvica prije prekida natjecanja mj. klub ut pob ner por gol+ gol- bod 1. Bjelovar II 2 2 0 0 69 47 4 2. Prelog II 3 2 0 1 109 104 4 3. Varaždin 2 2 0 0 81 55 4 4. Nedelišće 3 2 0 1 90 90 4 5. Daruvar 4 1 1 2 151 144 3 6. KTC II Križevci 2 1 0 1 54 51 2 7. Garešnica 3 0 2 1 98 120 2 8. Ivanska 2 0 1 1 57 71 1 9. Novska 3 0 0 3 68 94 0 Izvori: hrs.hr, 3.HRL Sjever - Muški hrs.hr, 3.HRL Istok - Muški, wayback |

## Središte
| Sudionici - Bedekovčina - Dinamo Zagreb - Gorica II (Velika Gorica) - Maksimir Pastela II Zagreb - Moslavina II Kutina - Odema Zagreb - Pavleki Zagreb - Polet Stančić - PPD Zagreb II - Rekreativac Zagreb - Rudar II Rude - Sloga Novoselec-Križ - Sloga Sveta Nedelja - Zagorica Zagreb - Zaprešić | Ljestvica prije prekida natjecanja mj. klub ut pob ner por gol+ gol- bod 1. Moslavina II Kutina 7 6 1 0 238 162 13 2. Rekreativac Zagreb 6 5 1 0 189 162 11 3. Sloga Novoselec-Križ 7 4 2 1 222 207 10 4. Rudar II Rude 7 5 0 2 239 203 10 5. Gorica II (Velika Gorica) 7 4 0 2 173 165 8 6. Dinamo Zagreb 5 3 0 2 154 128 6 7. Zaprešić 6 2 2 2 152 154 6 8. Odema Zagreb 7 3 0 4 201 214 6 9. Maksimir Pastela II Zagreb 4 2 1 1 133 106 5 10. Bedekovčina 6 2 0 4 171 185 4 11. Pavleki Zagreb 7 2 0 5 224 223 4 12. Sloga Sveta Nedelja 6 2 0 4 185 208 4 13. Polet Stančić 7 2 0 5 180 215 4 14. PPD Zagreb II 6 1 1 4 173 191 3 15. Zagorica Zagreb 7 0 0 7 141 252 0 Izvori: hrs.hr, 3.HRL Središte - Muški hrs.hr, 3.HRL Središte - Muški, wayback |

## Zapad
| Sudionici - 28. April II Kaštelir - Buje 53 - Buzet II - Poreč II - Selce - Senj II - Trsat Rijeka - Umag II | Ljestvica prije prekida natjecanja mj. klub ut pob ner por gol+ gol- bod 1. Trsat Rijeka 2 2 0 0 60 42 4 2. Poreč II 3 2 0 1 75 64 4 3. Umag II 3 1 0 2 75 72 2 4. 28. April II Kaštelir 1 1 0 0 30 29 2 5. Selce 1 0 1 0 28 28 1 6. Buje 53 2 0 1 1 48 62 1 7. Senj II 1 0 0 1 29 30 0 8. Buzet II 1 0 0 1 14 32 0 Izvori: hrs.hr, 3.HRL Zapad - Muški hrs.hr, 3.HRL Zapad - Muški, wayback |

## Vanjske poveznice
- hrs.hr
- hrs.hr, Novosti o hrvatskim rukometnim ligama